# Jon Huertas
Jon William Scott Hofstedt, conegut com a Jon Huertas (Nova York, 23 d'octubre de 1976) és un actor estatunidenc.
És conegut pel seu paper de detectiu Javier Esposito a la sèrie Castle de la cadena estatunidenca ABC. També és membre suplent del Consell Nacional de Administració i membre de la Junta de Hollywood del Sindicat d'Actors.

## Biografia
Huertas és fill d'un porto-riqueny i de mare caucàsica, i va ser criat pels seus avis a la ciutat de Nova York, lloc en el qual va néixer. Va estudiar en la John Handley High School i va participar en l'Operació Tempesta del Desert després d'unir-se a la força Aèria del seu país. El 1993, va decidir convertir-se en actor.
El 1993 va obtenir el seu primer paper en el telefilm The Webbers. Cinc anys més tard va participar en Why Do Fools Fall in Love?, al costat de Halle Berry, Paul Mazursky i Ben Vereen. Un any més tard va actuar en Cold Hearts (1999) i Stealth Fighter (1999). Aquell mateix any, 1999, va participar en la quarta temporada de la sèrie Sabrina, la bruixota adolescent en el paper de Brad Alcerro, un mortal que és caçabruixes.
Des de llavors i fins a 2008 va aparèixer en diverses pel·lícules, però va ser aquell mateix any quan va interpretar un dels seus papers més importants: el sergent Espera en la minisèrie Generation Kill, d'HBO, ambientada en la invasió de l'Iraq de 2003.
Des de 2009 i fins a 2016 va interpretar al detectiu Javier Espósito en la sèrie Castle, de la cadena ABC, i el 2010 va dirigir el curtmetratge Solitari, que també va produir i en el qual va interpretar cançons seves.
Huertas es va casar amb la seva promesa, Nicole Bordges, a Tulum (Mèxic) el 4 de maig de 2014.

## Filmografia

### Cinema
| Any  | Pel·lícula                                   | Paper                   | Notes                             |
| ---- | -------------------------------------------- | ----------------------- | --------------------------------- |
| 1996 | Decisió executiva (Executive Decision)       | Terrorista Sammy        |                                   |
| 1996 | South Bureau Homicide                        | Oficial #2              |                                   |
| 1998 | Why Do Fools Fall in Love?                   | Joe Negroni             |                                   |
| 1999 | Cold Hearts                                  | Darius                  |                                   |
| 1999 | Stealth Fighter                              | Tinent Bradley Elias    |                                   |
| 2000 | Buddy Boy                                    | Omar                    |                                   |
| 2000 | Més enllà de la sospita (Auggie Rose)        | Metge #1                |                                   |
| 2000 | Trossets picants (Picking Up the Pieces)     | Paulo                   | Surt als crèdits com John Huertas |
| 2000 | A Family in Crisis: The Elian Gonzales Story | Rafael                  |                                   |
| 2001 | Green Diggity Dog                            | Tim Porter              |                                   |
| 2002 | Bug                                          | Mitchell                |                                   |
| 2002 | Borderline                                   | Ciro Ruiz               |                                   |
| 2003 | El Gusano                                    | Dan                     |                                   |
| 2005 | Induction                                    | Rico Rodriguez          |                                   |
| 2006 | The Yardsale                                 | Chuy                    |                                   |
| 2006 | Right at Your Door                           | Rick                    |                                   |
| 2006 | Hot Tamale                                   | Alex                    |                                   |
| 2007 | The Insatiable                               | Javier                  |                                   |
| 2007 | Making it Legal                              | Mike Carlton            |                                   |
| 2007 | Believers                                    | Victor                  |                                   |
| 2008 | The Objective                                | Sergent Vincent Degetau |                                   |
| 2010 | Beverly Hills Chihuahua 2                    | Alberto                 |                                   |
| 2012 | Stash House                                  | Ray Jaffe               |                                   |
| 2014 | Reparation                                   | Jerome Keller           |                                   |
| 2016 | This is Us                                   | Miguel                  |                                   |